# 高原蓝
《高原蓝》是乌兰托娅演唱的一首歌曲，由李大东作词、李大东作曲，最初发行于2007年，收录在乌兰托娅首张个人EP《爱不在就放手》中。2009年，《高原蓝》收录于乌兰托娅首张个人专辑《我要去西藏》中。

## 简介
2007年，《高原蓝》发行，收录于乌兰托娅首张个人EP《爱不在就放手》中。由于《高原蓝》的传唱度超过了主打歌曲《爱不在就放手》，2008年，EP主打歌曲改为了《高原蓝》，并录制了MV。
2009年1月，《高原蓝》收录于乌兰托娅的首张个人专辑《我要去西藏》。同年，专辑《我要去西藏》在2009年第一季度的“最佳唱片榜”中获奖。